# Joseph Wilson Swan
Sir Joseph Wilson Swan, angleški fizik, kemik in izumitelj, * 31. oktober 1828, Sunderland, County Durham, Anglija, † 27. maj 1914, Warlingham, Surrey, Anglija.
Swan je najbolj znan po tem, da je razvil delujočo žarnico. Leta 1860 je prejel britanski patent za delno vakumsko žarnico z nitjo z ogljikovo svetilno nitjo. Petnajst let kasneje se je lotil izboljšati svojo iznajdbo, kar mu je z boljšim postopkom ustvarjanja vakuma tudi uspelo. Zaradi majhne koncentracije kisika v cevi je nit ob zadostnem toku žarela z močno belo svetlobo brez da bi se vnela. Za izboljšano žarnico je prejel patent leta 1876, leto pred Edisonom, in naslednje leto že pričel opremljati hiše z žarnicami. Za proizvodnjo in trženje svoje iznajdbe je ustanovil podjetje The Swan Electric Light Company.
Leta 1883 sta z Edisonom ustanovila skupno podjetje, ki je izdelovalo žarnice s celulozno nitjo, ki jo je Swan iznašel leta 1881. Znan je tudi kot avtor več iznajdb v fotografiji, njegova metoda za izdelavo celuloznih niti pa se je izkazala za koristno tudi pri proizvodnji tekstila.
Za njegove zasluge ga je kralj Edvard VII. leta 1904 povišal v viteza. Prejel je tudi Hughesovo medaljo Kraljeve družbe in francoski Red legije časti.
1. 1 2  Joseph Swan — 2010.
2. 1 2  Brockhaus Enzyklopädie